# Georges André
Georges "Géo" Yvan André (13 de agosto de 1889, París - 4 de mayo de 1943, Tanger) fue un atleta francés que participó en varios Juegos Olímpicos como en 1908, 1912, 1920 y 1924.
André ganó la medalla de plata en atletismo durante los Juegos Olímpicos de 1908 en Londres. Terminó segundo en el salto de altura con un salto de 1,88, la misma altura que István Somodi de Hungría y Cornelius Leahy de Gran Bretaña. El canadiense Harry Porter fue campeón olímpico en 1905 que era un nuevo récord olímpico.
Doce años más tarde, durante los Juegos Olímpicos de 1920, ganó su segunda medalla olímpica, fue parte del equipo de relevos francés, que terminó tercero en los 4 x 400 metros, por detrás del Reino Unido y Sudáfrica. Los otros miembros del equipo fueron Gaston Fery, Maurice Delvart y Jean Devaux.
André tomó el juramento olímpico en nombre de los participantes durante la ceremonia de inauguración de los Juegos Olímpicos de 1924 en París.